# Udo Rödel

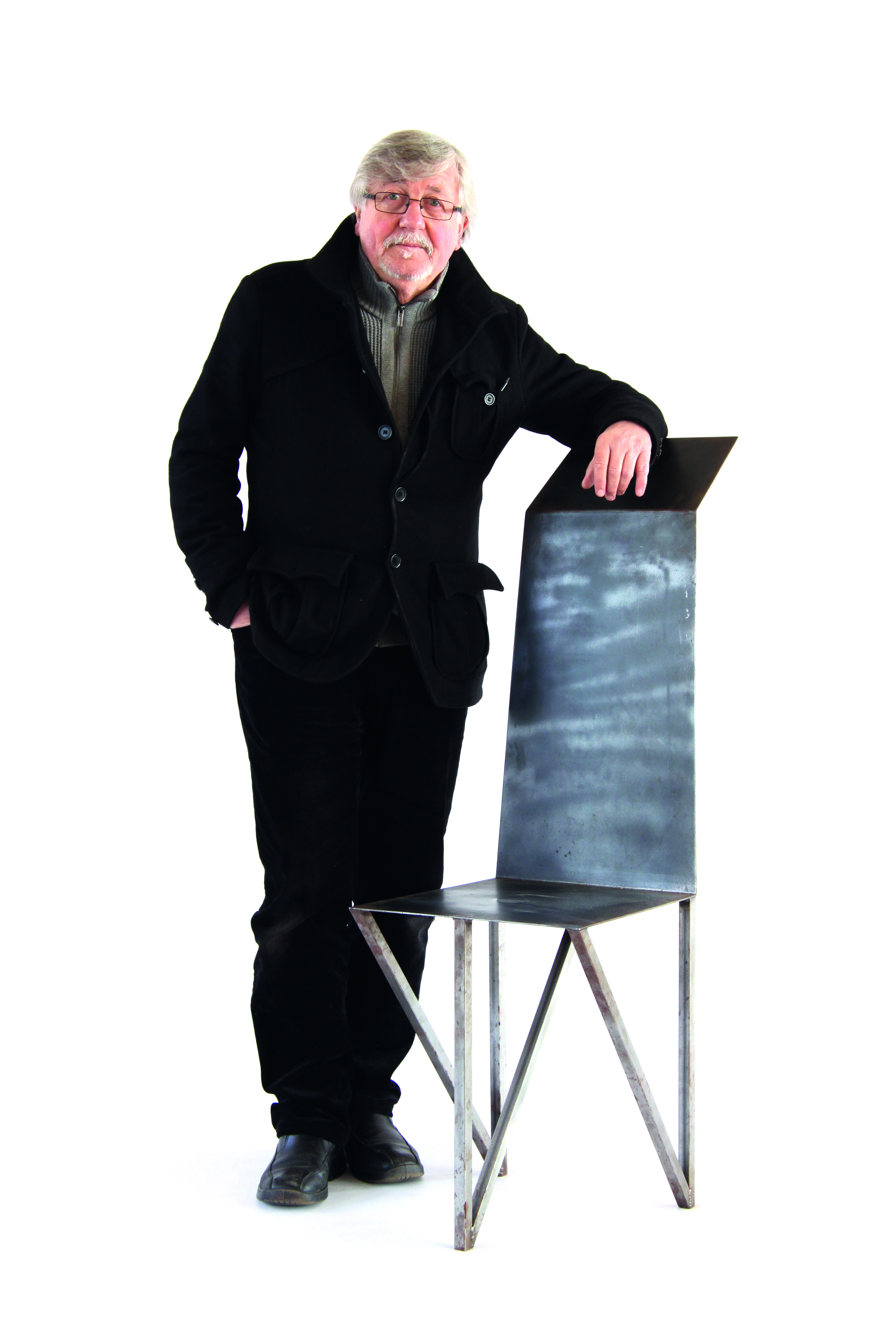
Udo Rödel mit Objekt

Udo Rödel (* 29. Dezember 1947 im oberfränkischen Marktleugast, Landkreis Kulmbach) ist Kultur- und Kunstschaffender, war ehemals Fachlehrer für Kunsterziehung, Werken und Technisches Zeichnen, später Institutskonrektor am Staatsinstitut V in Bayreuth sowie langjähriger Kommunalpolitiker, Kulturreferent und stellvertretender Bürgermeister. Er lebt und arbeitet in Münchberg im Landkreis Hof.

## Leben
Udo Rödel ist der Sohn von Thomas Rödel und Elisabeth, geborene Döring, zusammen betrieben sie eine Maßschneiderei. Udo Rödel heiratete 1968 Monika († Februar 2025), geborene Schwappacher. Sie arbeitete als Diplomhandelswirtin. Ihr gemeinsamer Sohn ist Andre Rödel (* 1969).

### Beruflicher Werdegang
1947 im oberfränkischen Marktleugast geboren, besuchte Udo Rödel die Realschule in Helmbrechts und absolvierte im Anschluss die Werkkunstschule in Würzburg. Am Staatsinstitut in Augsburg ließ er sich zum Fachlehrer für Kunsterziehung ausbilden. Von 1967 bis 2002 unterrichtete er an Grund- und Hauptschulen vorwiegend in Münchberg und an den Schulen des Landkreises Hof in Kunsterziehung und Technik. Seine Laufbahn nahm 2002 eine neue Wendung, als er als Dozent für Praxis Kunst folgend die Fachbereichsleitung Kunst und später auch Leiter der Fachausbildung am Staatsinstitut in Bayreuth, Abteilung V, wurde. Hier trug er dazu bei, die Kunstbildung in der Pädagogik weiter voranzutreiben. 2013 schied Udo Rödel nach 46 Jahren als Leiter der fachlichen Ausbildung aus und konnte sich somit vollkommen seiner Kunst widmen, diese betrieb er schon als Kind und Jugendlicher und auch ununterbrochen parallel zu seiner Lehrertätigkeit.

### Kommunalpolitisches Engagement
1968 trat Rödel in die SPD ein und engagierte sich von 1978 an als Stadtrat in Münchberg. 30 Jahre lang gehörte er dem Gremium an. Zwölf Jahre lang war er dritter, sechs Jahre lang zweiter Bürgermeister. Zur Kommunalwahl im Jahr 2008 stand Udo Rödel aus persönlichen Gründen nicht mehr als Kandidat zur Verfügung.

## Künstlerisches und kulturelles Wirken

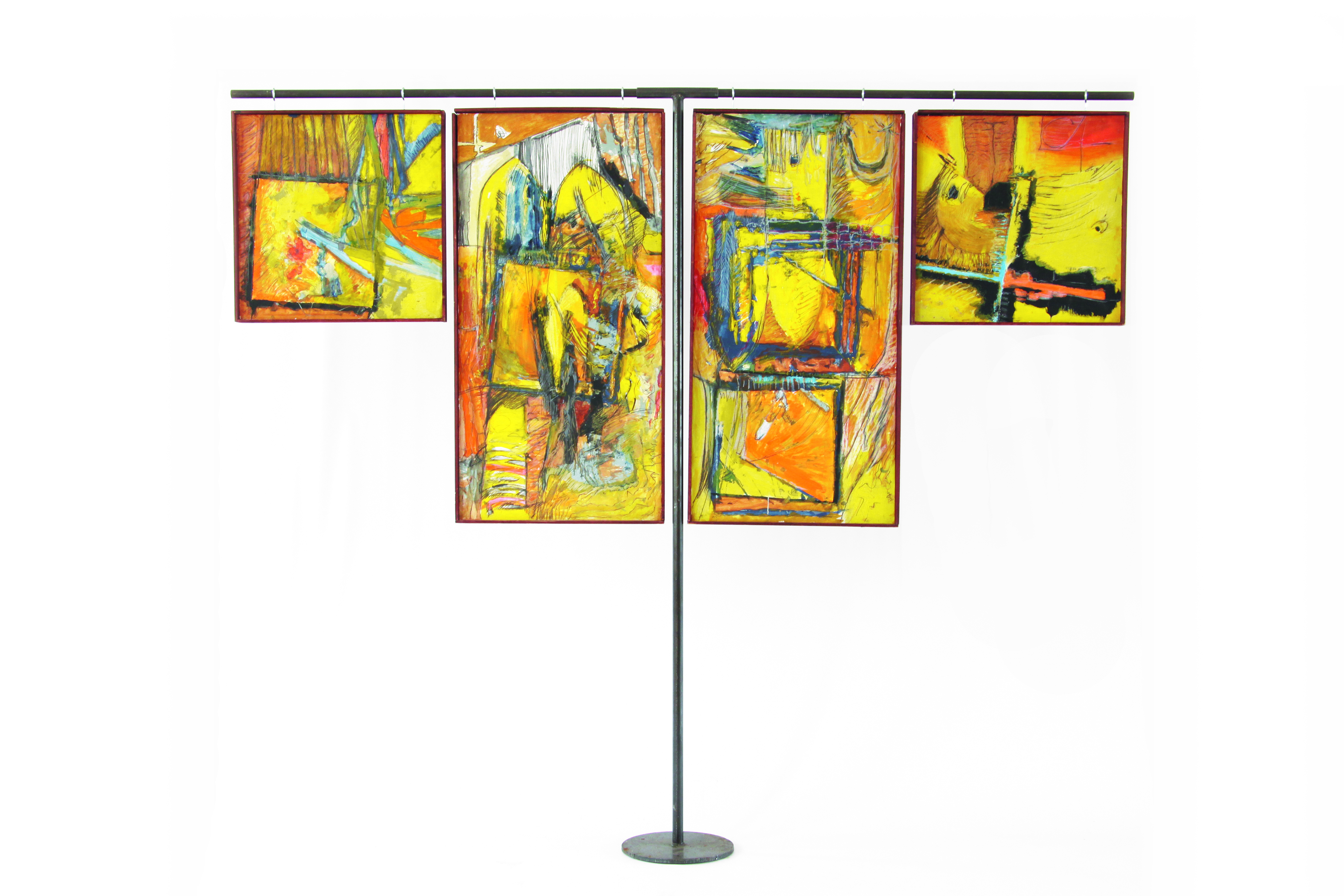
Mehrteilige Malerei

Nach dem Vorbild des Galeriehauses in Hof, das Werner Weinelt betrieb, war Udo Rödel 1975 Hauptinitiator der Eröffnung der Kneipengalerie Bärenschänke im oberfränkischen Münchberg. Seit 1976 verbindet Rödel eine enge Zusammenarbeit mit dem Lyriker Ingo Cesaro, darunter auch die Illustration zweier Bücher. Seit 1977 nimmt er mit verschiedenen Wandgestaltungen Kunst am Bau in Marktleugast, Neuensorg, Hohenberg vor.
Als freischaffender Künstler ging Rödel immer wieder neue Wege, machte sich als Zeichner, Maler, Bildhauer und Gestalter auch überregional einen Namen. Seit 1981 fertigt er Skulpturen aus Holz, Stahl, Stein und Glas. Zu seinen Werken zählen immer wieder auch Nitrofrottagen. Seit 1991 gestaltet er Brunnen für Industrie und öffentliche Gebäude. So beispielsweise die Brunnenanlage in der Gerbergasse in Münchberg. Der Platz wurde gemeinsam mit dem Architekturbüro Klaus Pöhlmann entworfen und umgesetzt.
Insbesondere die Kunsterziehung der Kinder und Jugendlichen ist eine Herzensangelegenheit von Udo Rödel. 1982 initiierte er die Gründung des Münchberger Bürgerzentrums, wo er in Zusammenarbeit mit dem Arbeitskreis Kunst und der JungenKUNSTschule des Landkreises Hof noch heute regelmäßig Ausstellungen in der Galerie im Bürgerzentrum, Kunst-Workshops und andere kulturelle Veranstaltungen organisiert. Ehemalige Schüler und Studierende unterstützen ihn dabei. Im Jahr 1994 begann Rödel Oster-Workshops in Zusammenarbeit mit der Kommunalen Jugendhilfe des Landratsamtes Hof zu organisieren. Diese Workshops bieten jungen Menschen die Möglichkeit, ihre kreativen Fähigkeiten zu entdecken und auszuleben. Im selben Jahr startete er seine Theaterarbeit mit dem Schauspieler Hubert Burczek und der Initiative "SprachGewaltig", die sich mit der Verbindung von Sprache und darstellender Kunst beschäftigt.
Parallel zu seinen künstlerischen Aktivitäten im Theater begann Rödel 1995 mit dem Design von Badezimmereinrichtungen, was seine Vielseitigkeit als Designer unter Beweis stellt. 2002 gründete er die "JungenKUNSTschule" des Landkreises Hof in Kooperation mit der Stadtjugend Münchberg. In diesem Rahmen entstand auch die Bibliothekstele in der Luitpoldstraße in Münchberg. Im Jahr 2005 war Rödel Mitbegründer der "Slowbier-Messe" in Münchberg/Helmbrechts, die die regionale Braukultur würdigt und fördert. Rödel war auch aktiv an den Feierlichkeiten zum Jubiläumsjahr 650 Jahre Stadt Münchberg im Jahr 2014 beteiligt, wo er öffentliche Kunstwerke vor dem Rathaus und auf dem Bürgermeister-Specht-Platz schuf.
Von 2015 bis 2019 kooperierte er mit der Kunstgrundschule in Konradsreuth. 2017 öffnete er sein Atelier für die "Tage des offenen Ateliers" und arbeitete mit verschiedenen Initiativgruppen der Künstlerszene aus Oberfranken zusammen. Im gleichen Jahr nahm er an der "Artur"-Veranstaltung des BBK Oberfranken teil, die an 50 Jahre kreatives Schaffen erinnert.
Im Jahr 2018 löste Rödel sein großes Atelier in der Firma Schoedel auf und begann mit der Archivierung seines Bildmaterials. In diesem Jahr initiierte er auch eine ständige Ausstellung mit Objekten in der "Skulpturenwiese" am Feuerbächlein in Münchberg, die 2019 eröffnet wurde. Diese Wiese wurde durch die Rekultivierung und Anordnung der Objekte entlang des Feuerbächleins zu einem begehrten Spazierweg mitten in Münchberg.
2022 war ein Jahr der Jubiläen für Rödel: Er feierte 50 Jahre AK-Kunst, 40 Jahre Galerie im Bürgerzentrum, 30 Jahre Workshops und 20 Jahre JungeKUNSTschule. Diese Meilensteine reflektieren sein unermüdliches Engagement und seine Leidenschaft für die Kunst, die er über Jahrzehnte hinweg in seiner Heimatregion vermittelt und gefördert hat. 2023 entwickelte er zusammen mit Jonas Hornung, Sebastian Waßmann und kommunalen Galerien eine Zukunftsvision für Kunstarbeitskreise und Jugendkunstschulen.

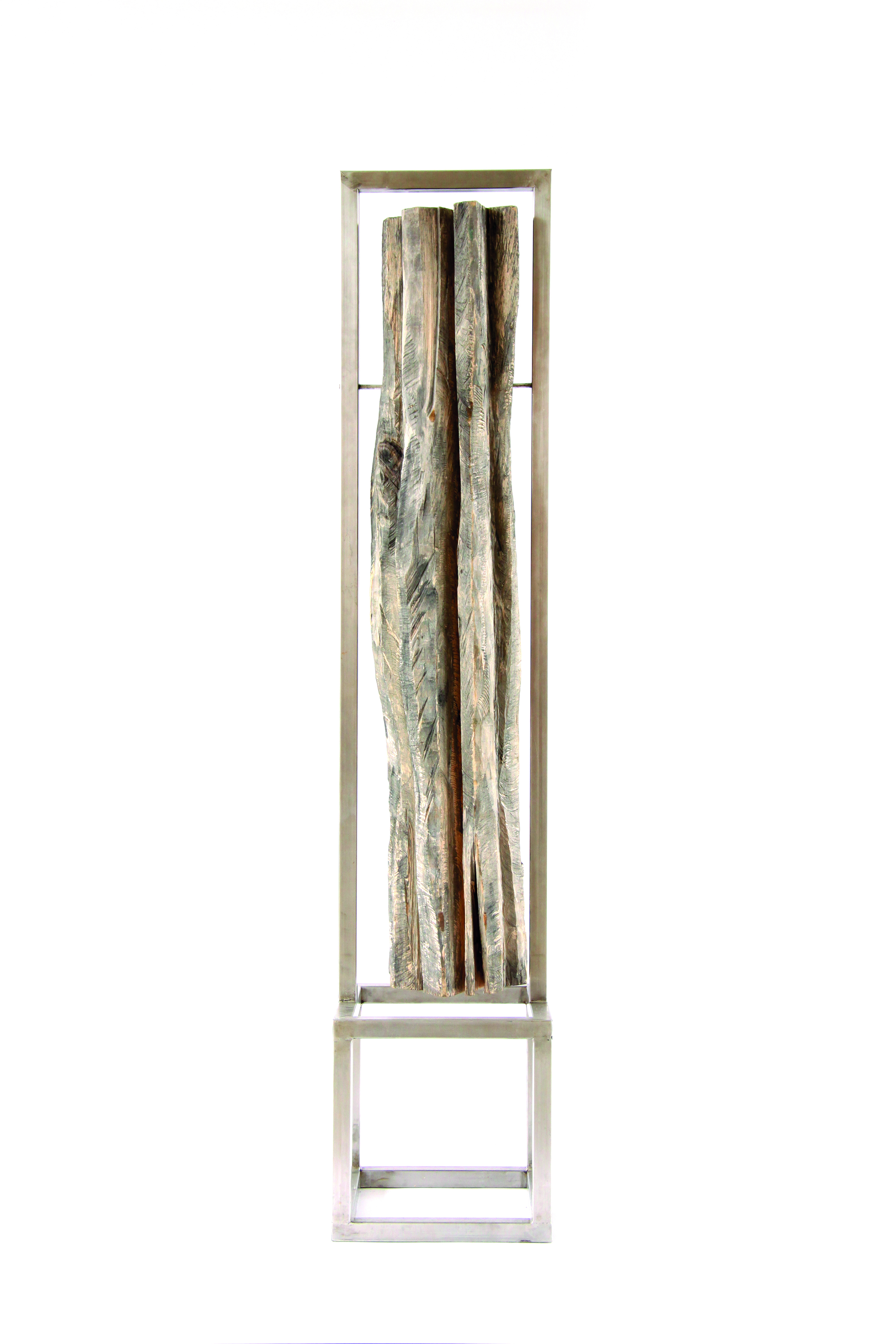
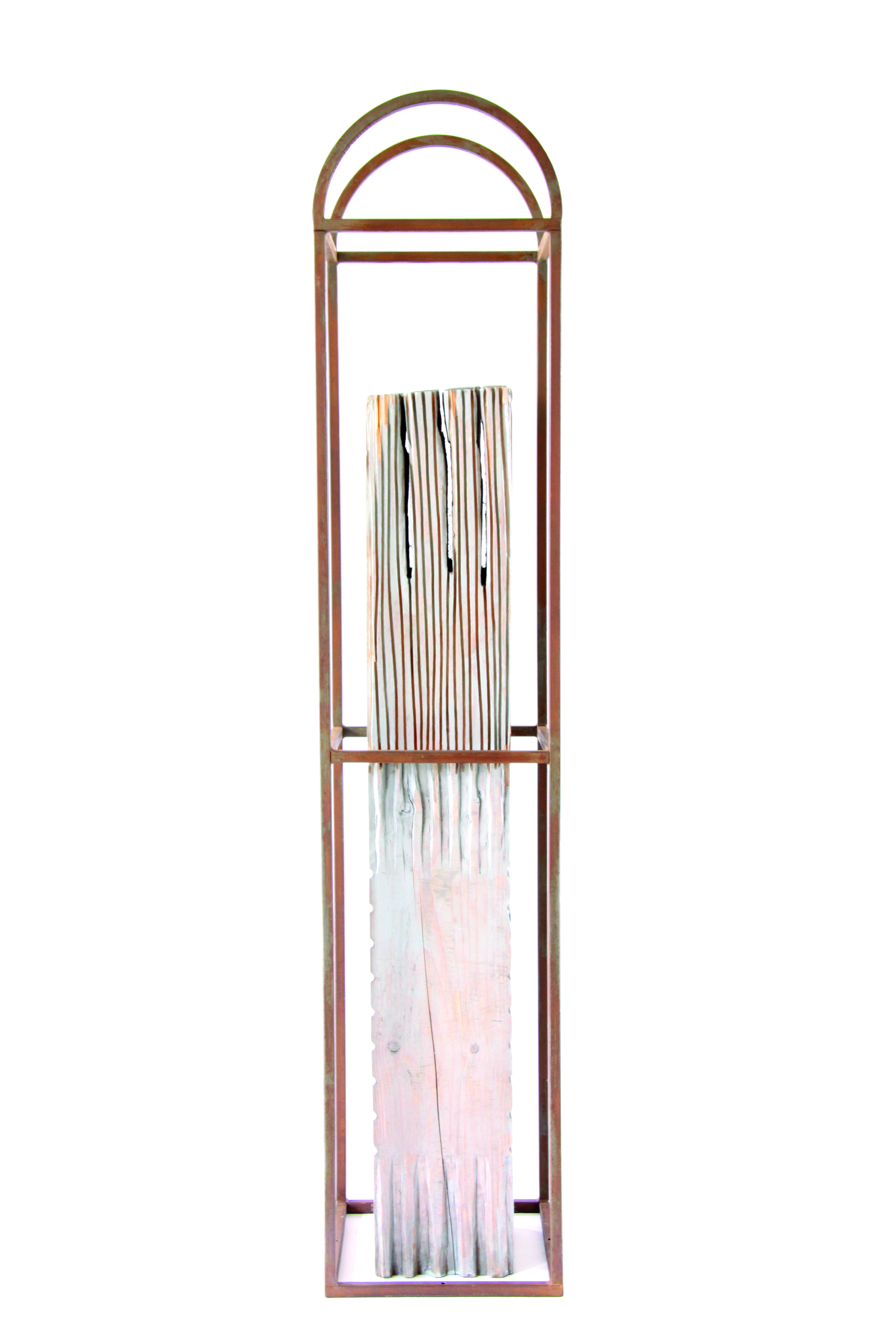
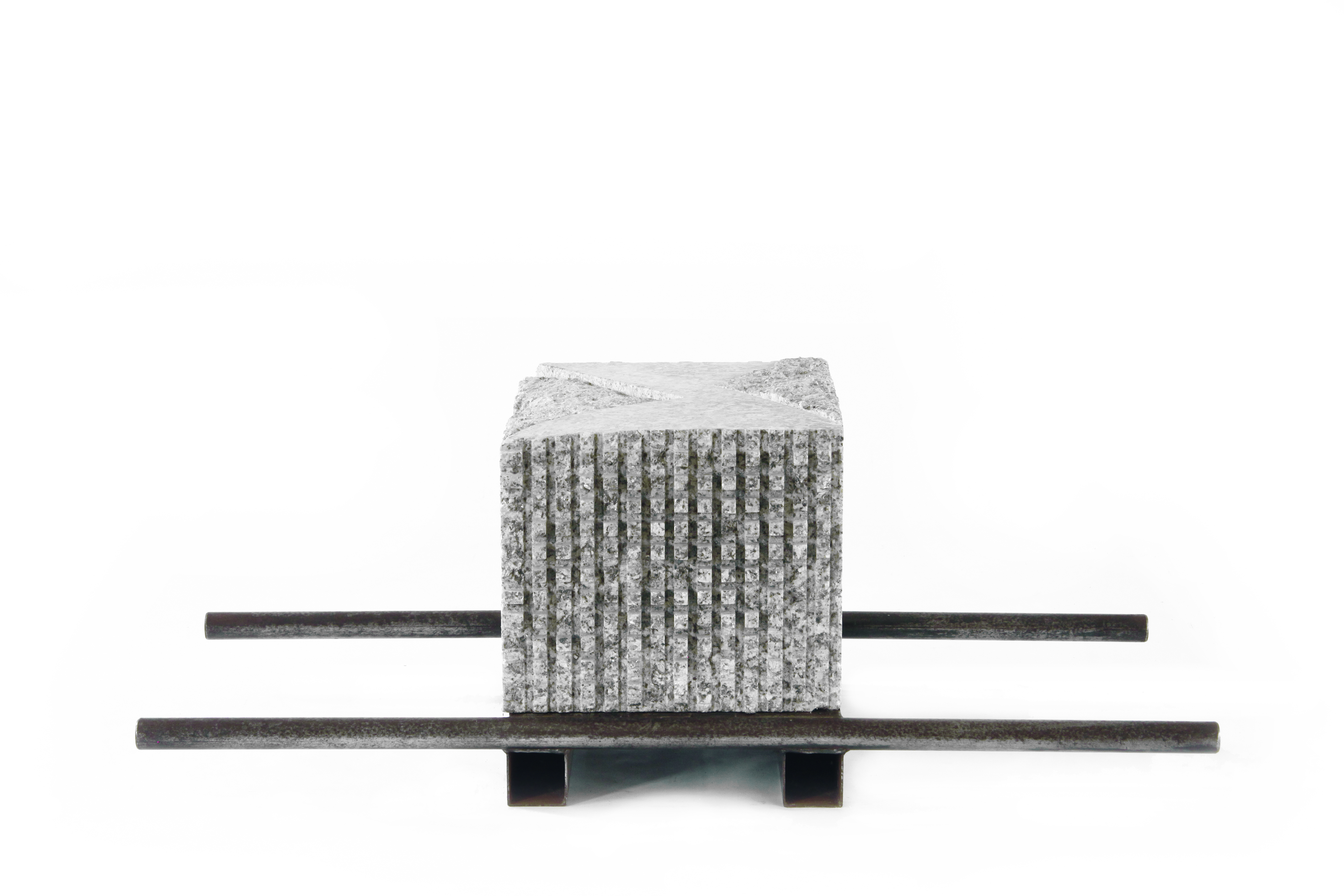
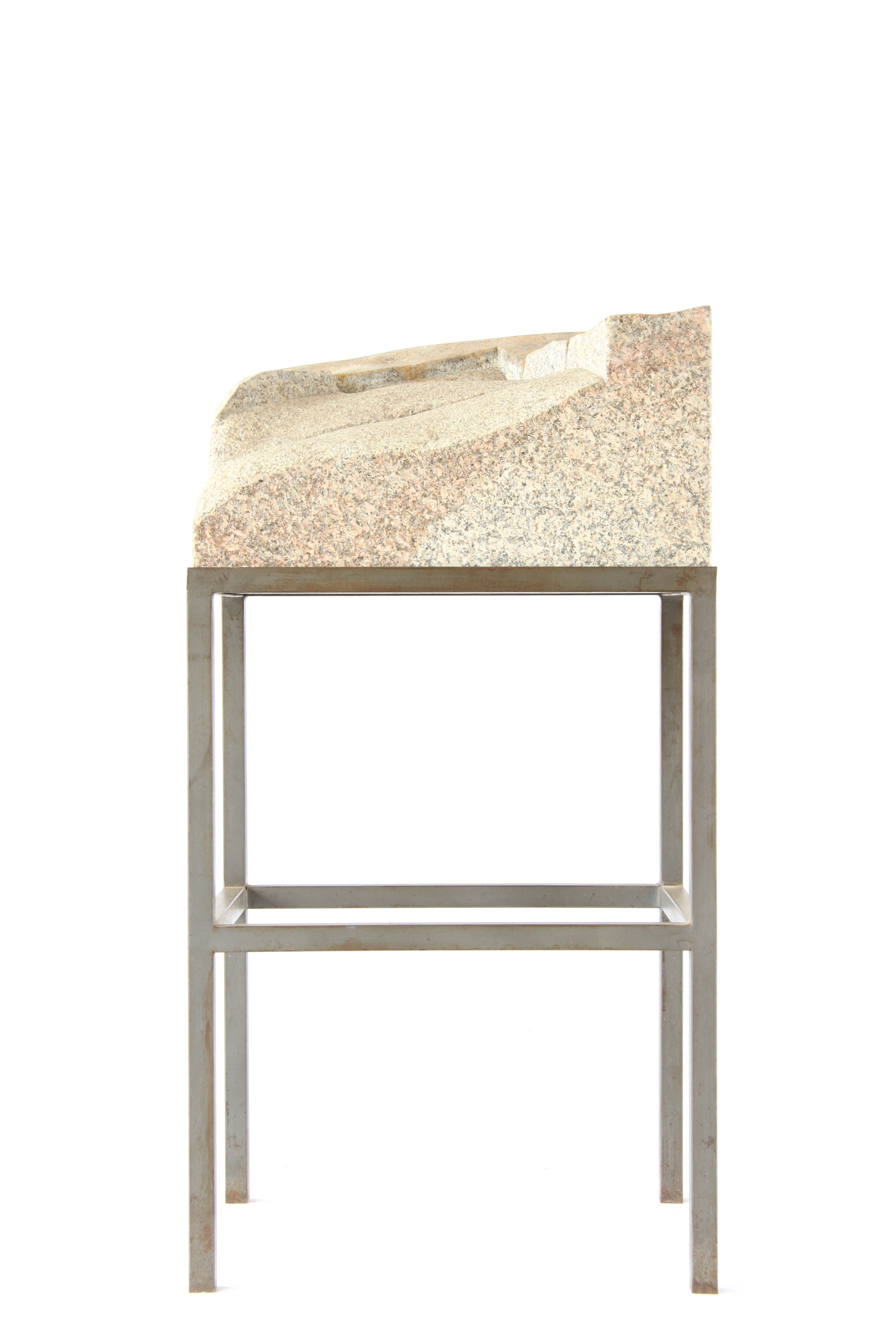

## Ausstellungen und Aktionen – eine Auswahl

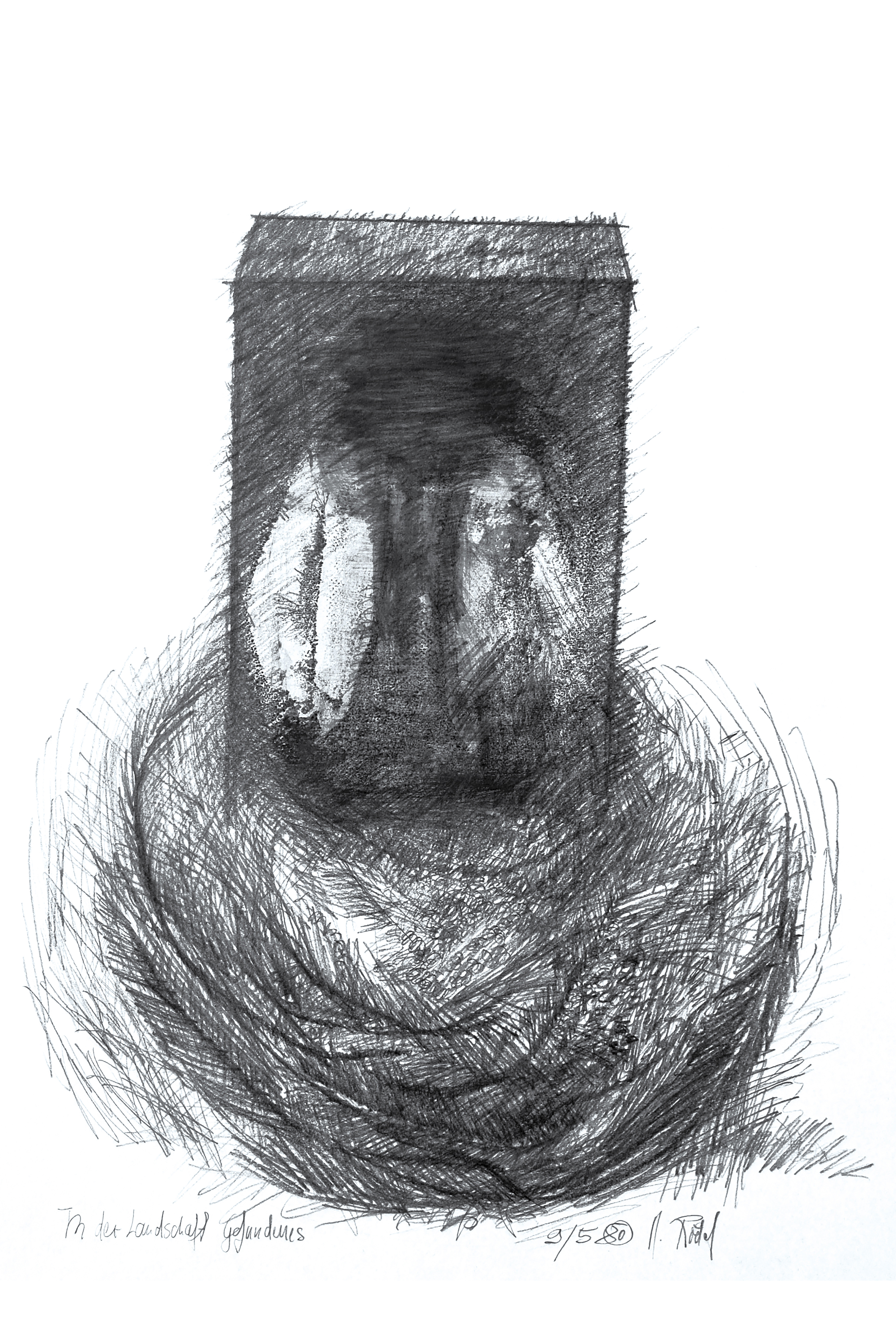
Grafisches Werk

Udo Rödel sucht und findet seine Objekte und Ideen auf Halden, in Papierkörben, auf Plakatwänden, in Resten von Illustrierten – nicht beachtet, achtlos weggeworfen. Er benutzt diese gefundene Gestalt oder Form, hinterlässt an dieser seine Arbeitsspuren, verändert somit die Gestalt und Form und gibt ihr eine neue Identität, setzt diese wiederum mittels Rahmen und einer veränderten Umgebung, mittels Podesten, Vitrinen und Gestellen in einen neuen Formzusammenhang. Die gefundene und veränderte Gestalt erhält eine neue Bedeutung.
- "Junge Kunst Oberfrankens" in Bamberg 1976
- Teilnahme am Rahmenprogramm der "documenta 5", eingeladen von Harry Kramer 1977
- "Oberfränkische Tendenzen" auf der Plassenburg 1980
- "Annäherungen" Literaturarchiv Sulzbach-Rosenberg 1981
- Erweiterung der "Annäherungen" im Kunstverein Coburg 1982
- Ausstellung "Einblicke" in Münchberg 1983
- Ausstellung "Handwerk und Gestaltung" im Bürgerzentrum Münchberg 1983
- Kellergalerie „Alter Peter“ in Würzburg mit Lesung von Oliver Fehn und Michael Knop 1984
- Galerie „Gruppe Randstein“ in Kulmbach 1984
- Galerie „Altstadtform“ in Kronach 1985
- „Landstriche“ in der Hypobank in Hof 1985
- "einfach Bilder" mit überregionalen Künstlern im Bürgerzentrum 1986
- "Aquarell und Grafik" Berlin und Münchberg 1987
- „Handwerk und Gestaltung“ in Münchberg 1988
- Ausstellung mit Willi Karl aus Kronach im "Galeriehaus" Weinelt in Hof 1989
- „Kunst beim Friseur“ in Helmbrechts 1989
- „Oberfranken und Berliner sehen unsere Landschaft“ im BÜZ in Münchberg 1989
- Ausstellung in der Galerie des Kunstvereins Kronach 1990
- Ausstellung in der „Kommunalen Galerie“ in Schwarzenbach an der Saale 1990
- Ausstellung in der „TorhausGalerie“ in Karlstadt 1991
- Skulpturenausstellung in der HypoGalerie in Hof 1991
- Galerie im 1. Stock in Schwarzenbach an der Saale. 1991
- "Zeitgenössische Kunst in Franken" in Pommersfelden 1991
- Teilnahme an der Ausstellung in der Eremitage des Kunstvereins Bayreuth 1991
- "Textiles im Bauhof" mit Walter Ritz in Selbitz 1991
- "Annäherungen" mit Künstlern aus verschiedenen Ländern in Kronach und Münchberg 1992
- Berufsverband Bildender Künstler (BBK) in der Rathausgalerie in Bayreuth 1992
- "Figur und Portrait", eine weitere Ausstellung des Berufsverbandes Bildender Künstler in Bamberg 1992
- Einzelausstellung in der Kapelle Neuensalz des Kunstvereins Plauen 1992
- Einladung zur Kulturwoche nach Schwarzenbach an der Saale 1993
- Einladung zum Kulturwochenende nach Kulmbach 1993
- "Zeitgenössische Künstler der Region" in der Sorge-Fabrik in Münchberg 1993
- Timo Heimann & Udo Rödel im Landratsamt Bamberg, Ausstellung des BBKs Oberfranken 1994
- Teilnahme am Bildhauer-Symposium im „Tal der Kunst“ in Mittelsteinach bei O.W. Ladwein 1995
- Mitgründer der Theaterkammer Münchberg e.V. 1995
- Gestaltung Bühnenbild "Don Quijotte" für den "Theatersommer Fränkische Schweiz" 1995
- Zwei sich ergänzenden Einzelausstellungen im Bürgersaal in Helmbrechts und Bürgerzentrum (BÜZ) Münchberg 1995
- Ausstellung mit Peter Luther in Scheinfeld, Atelier-Galerie Rudloff 1997
- Ausstattung und Mitgestaltung eines Musikabends "Meine Beene" mit Gerti Baumgärtel 1997
- Gestaltung der Gedenkstätte KZ-Außenstelle Helmbrechts 1997
- Ausstellung mit Edina Thern in Oberrüsselbach, Galerie am Geissberg von Tilmann Oehler 1998
- Große Einzelausstellung mit 127 Objekten im Foyer der Freiheitshalle in Hof 1998
- Illustrationen zur „Geschichte der Landwirtschaft“ in Münchberg 1999
- Planung „Tag der offenen Ateliers“ in Nordostoberfranken 1999
- Ausstellung im Kunstkabinett im Kunstmuseum, Kunstverein Bayreuth 2000
- Teilnahme am Internationalen Bildhauersymposion Steine ohne Grenzen in Berlin-Buch 2001
- Gestaltung des Kabarettpreises der Stadt Hof (für neun Jahre) „der stein des anstoßes“, neun Pflastersteine mit Spuren 2001
- Einladung zur Gestaltung der Skulpturenstraße in Plauen 2002
- Ausstellung im Rosenthaltheater Selb, gemeinsam mit Harald Goldhahn 2003
- Bildhauertreff und Ausstellung in der Galerie „Tangente“ im Fürstentum Liechtenstein 2004
- Gestaltung Gedenkstätte Langer Gang in Schwarzenbach an der Saale mit Klaus Schröter und Dietrich Kelterer 2004
- Mitwirkung an der Gestaltung der Lindenallee in Himmelkron 2004
- Entwicklung von "Kunst-Design-Griff" mit Stephan Greck (Rödel & Greck) 2005
- Künstlerische Beratung der "Stiftung Walter John" in Rothenburg ob der Tauber 2006
- 25 Jahre Ausstellungen zur Bildenden Kunst in Münchberg und im Bürgerzentrum 2007
- "im Dialog mit der Spätgotik" Ausstellung im Stiftsmuseum in Himmelkron 2009
- 12 Künstler aus Ost und West in der Malzhausgalerie in Plauen und im Bürgerzentrum Münchberg 2009
- "Zeichnungen aus vier Jahrzehnten" im Atelier Achtzehn in Weidesgrün 2011
- Teilnahme an der Ausstellung in Vilnius (Litauen) "Kunst ohne Grenzen" mit focus-europa 2012
- Teilnahme an der Ausstellung "Grenzenlos" in Marktredwitz mit focus-europa 2012
- Große Einzelausstellung zum Ende der beruflichen Dienstzeit im Bürgerzentrum Münchberg 2013
- Neugestaltung des Arbeitsraumes im Wohnhaus und Eröffnung des Ateliers und Präsentationsraumes in der Schoedel Fabrik in der Friedrich-Schoedel-Straße in Münchberg 2013
- Veröffentlichung von Arbeitshilfen für den Kunstunterricht mit Stephan Greck, Stephanie Dinter und Sebastian Waßmann 2013
- Mitwirkung beim Bayerischen Fernsehen „weiß-blau – Rund um Münchberg“, gesendet am Pfingstsonntag 2014
- Vorskizzen und Mitwirkung für den Wiedervereinigungsplatz in der Hinteren Höhe von Münchberg 2014
- Beteiligung an den Malertagen in Münchberg 2014
- Beteiligung an Kunst im Parkhaus und der Gemeinschaftsausstellung "Paare" des Kunstvereins Hof 2014
- Text für Katalog und Laudatio für Klaus Schröter im Grafikmuseum Stiftung Schreiner in Bad Steben 2015
- Malertage in Bad Rodach 2015
- Ausstellungsgestaltung der "ART Süd-Ost Europa trifft West" von focus-europa in Neudrossenfeld und auf der Plassenburg in Kulmbach 2015
- Kulturaustausch und Beteiligung an der Ausstellung "10 + 10" in Tekirdağ (Türkei) 2015
- Beteiligung an der Ausstellung "DIN A 4" vom BBK Oberfranken in der Villa Dessauer in Bamberg 2015
- Aktion "Kunst trifft Nachhaltigkeit" mit Elisabeth Scharfenberg im Atelier und BÜZ in Münchberg 2015
- Ausstellung "landschaft an sich" im Eishaus des Bräuwercks in Neudrossenfeld 2015
- Beteiligung an der Aktion "offene Kirchen" in Münchberg mit dem Projekt "Apokalypse 2015" 2015
- Projektarbeit "das grauen und die dummheit sichtbar machen" geht auf Einladung von Ingo Cesaro nach Kronach 2015
- Ausstellung „das Grauen und die Dummheit sichtbar machen“ in der KUNSTpassageHOF 2016
- Gemeinsame Ausstellung von Bernd Hahn und Udo Rödel im Grafikmuseum Stiftung Schreiner in Bad Steben 2016
- Projekt „Marktplatz“, Münchberger Vielfalt mit allen Sinnen genießen: "KULTUR Kulinarik KUNST" 2016
- Teilnahme an der Ausstellung des Kunstladen Selbitz e.V. (Selbitz) in Helmbrechts und Wunsiedel 2017
- Sebastian Waßmann, Jonas Hornung und Bilder aus dem Nachlass von Harald Goldhahn 2017
- Teilnahme an einer Ausstellung von focus-europa in Arrenzano 2018
- Werkschau aus 60 Jahren mit verschiedenen kunsterzieherischen Aktionen in Rödels Geburtsort Marktleugast 2024

## Auszeichnungen
- Träger des 1. Kunstpreises im Landkreis Hof 1999
- Förderpreis für soziales und kulturelles Engagement der Freimaurerloge Morgenstern in Hof 2010
- Bürgermedaille der Stadt Münchberg für kommunales und kulturelles Engagement 2012 (30 Jahre Stadtrat der Stadt Münchberg, 12 Jahre 3. Bürgermeister und 6 Jahre 2. Bürgermeister, während dieser Zeit Schlachthof- und Kulturreferent)
- Verleihung der Willy-Brandt-Medaille vom Ortsverein der SPD in Münchberg 2023